# Хлистунівське відслонення № 2
Хлистуні́вське відсло́нення № 2 — геологічна пам'ятка природи місцевого значення в Україні. Об'єкт розташований на території Черкаського району Черкаської області, околиця села Хлистунівка.
Площа — 1 га. Статус отриманий згідно з рішенням ОВК від 14.04.1983 року № 205. Перебуває у віданні Городищенської міської громади.
Статус даний для збереження відслонення габрових порід. Це колишній кар'єр, який після виробітки заповнений водою з річки Вільшанка.